# Masayuki Uemura
Masayuki Uemura (jap. 上村雅之 Uemura Masayuki; ur. 20 czerwca 1943 w prefekturze Nara, zm. 6 grudnia 2021) – japoński projektant sprzętu elektronicznego, znany jako twórca konsol gier wideo: Nintendo Entertainment System i Super Nintendo Entertainment System.
W czasie II wojny światowej wraz z rodziną przeniósł się do Kioto. Dzieciństwo przeżył w biedzie, wykazywał jednak znaczącą inwencję w zakresie tworzenia zabawek. Na początku lat 70. XX wieku pracował dla przedsiębiorstwa Sharp Corporation; w ramach rutynowej rozmowy przybył do siedziby Nintendo w celu sprzedania jego kierownictwu baterii słonecznych. Wzbudził tym zainteresowanie głównego projektanta zabawek Nintendo Gunpei Yokoi i został zatrudniony w 1971 roku. Pierwszym efektem współpracy było stworzenie na bazie baterii Sharpa kontrolera Nintendo Beam Gun, przypominającego pistolet urządzenia, którym gracz namierzał wirtualnego przeciwnika. Nintendo Beam Gun było rozchytywane przez graczy, uzyskując sprzedaż w wysokości ponad miliona egzemplarzy. Uemura brał również udział w tworzeniu konsol Nintendo Entertainment System oraz Super Nintendo Entertainment System, sprzedanych w milionowych nakładach.
Uemura zmarł 6 grudnia 2021 roku w wieku 78 lat.